# Carex wolteri
Carex wolteri là một loài thực vật có hoa trong họ Cói. Loài này được Gross mô tả khoa học đầu tiên năm 1905.